# Европос
Европос (грец. Ευρωπός) — село у Греції. Входить до общини Пеонія периферійної одиниці Кілкіс у Центральній Македонії. Розташоване на висоті 80 метрів над рівнем моря та знаходиться між Ідоменом й рівнинами Кірра та Пелли. Площа 25,9 км². За даними перепису 2011 року населення складає 1734 людини.

## Історія
Село займає важливе стратегічне положення: контролює річку Аксьос, природний водний шлях із внутрішніх районів Балканського півострова в Південну Грецію. Густі ліси і можливість транспортування деревини рікою сприяли розвитку древнього міста як проміжного торговельного пункту. Найбільш раннє поселення датується приблизно 3000 роком до н. д.
У класичний період місто належало області Боттінея в Ематії. Розташовувалося на південь від Атланти. Древній Европ був великим містом. Фукідідом згадується, що під час Пелопоннеської війни фракійське військо осіло на місто, але захопити його не вийшло.
У Европі, близько 358 року до н. д. народився Нікатор, полководець Олександра Македонського, котрий на честь своєї батьківщини назвав місто Дура-Европос у Месопотамії та Европ у Сирії.
Місто існувало в елліністичний і римський періоди, та зазнало повторних нападів ворогів.
Розкопано кладовище, котре існувало довгий період часу з IV ст.. до н. д. до IV—VI століття. Під час розкопок на території древнього Европу було знайдено курос, котрий зберігається в археологічному музеї Кілкіса.
До 1925 року село мало назву Іскіклар, що в перекладі з турецької означає «вогні» У 1918 році було створено однойменну спільноту, перейменовану у 1925 році.

1. 1 2  http://dlib.statistics.gr/Book/GRESYE_02_0101_00098%20.pdf